# Lieuwe Westra
Lieuwe Westra (Tytsjerksteradiel, Frisia, 11 de septiembre de 1982-Medemblik, 14 de enero de 2023) fue un ciclista neerlandés que fue profesional de 2006 a 2016.

## Carrera deportiva
El 9 de enero de 2017 anunció su retirada del ciclismo tras once temporadas como profesional y con 34 años de edad, a pesar de haber firmado un contrato por tres años con el equipo Wanty-Groupe Gobert.
En abril de 2018 admitió en su libro Het Beest, het wielerleven van Lieuwe Westra que utilizó cortisona varias veces en su carrera, así como tramadol y cafeína. En este libró también desveló cómo en 2009 llegó a comprar su victoria en el Memorial Arno Wallaard tras pagar 1000 € a Eric Baumann.

## Palmarés
| 2007 - 1 etapa de la OZ Wielerweekend 2008 - 1 etapa del Tour de Alsacia 2009 - Memorial Arno Wallaard - Tour de Picardie más 1 etapa 2010 - 3.º en el Campeonato de los Países Bajos Contrarreloj 2011 - Clásica de Loire-Atlantique - 1 etapa de la Vuelta a Bélgica | 2012 - 1 etapa de la París-Niza - Campeonato de los Países Bajos Contrarreloj - Vuelta a Dinamarca, más 1 etapa 2013 - 1 etapa del Tour de California - Campeonato de los Países Bajos Contrarreloj 2014 - 1 etapa de la Volta a Cataluña - 1 etapa del Critérium del Dauphiné 2016 - Tres Días de La Panne |

## Resultados en Grandes Vueltas y Campeonatos del Mundo
| Carrera              | Carrera              | 2006 | 2007 | 2008 | 2009 | 2010 | 2011  | 2012 | 2013 | 2014 | 2015 | 2016 |
| -------------------- | -------------------- | ---- | ---- | ---- | ---- | ---- | ----- | ---- | ---- | ---- | ---- | ---- |
|                      | Giro de Italia       | —    | —    | —    | —    | —    | —     | —    | —    | —    | —    | —    |
|                      | Tour de Francia      | —    | —    | —    | —    | —    | 128.º | Ab.  | Ab.  | 79.º | 77.º | —    |
|                      | Vuelta a España      | —    | —    | —    | 87.º | —    | —     | —    | Ab.  | —    | —    | —    |
| Mundial Contrarreloj | Mundial Contrarreloj | —    | —    | —    | —    | —    | 8.º   | 38.º | 27.º | —    | —    | —    |

—: no participa

Ab.: abandono